# هند صبری
هند صبری (عربی: هند صبري؛ زادهٔ ۲۰ نوامبر ۱۹۷۹) هنرپیشه اهل تونس است که در مصر زندگی می‌کند. مجلهٔ عربین بیزنس صبری را در لیست صد زن قدرتمند سال ۲۰۱۳ قرار داده‌است.

وی به عنوان اولین ستاره زن عرب در سال ۲۰۱۹  برنده جایزۀ سینمای استارلینگ در جشنواره فیلم ونیز شد.